# Guijoso
Guijoso ist eine 99 ha große Weinlage der Gemeinde El Bonillo in der Provinz Albacete der spanischen Autonomen Gemeinschaft Kastilien-La Mancha. Weine dieser Lage können als „Vino de Pago“ vermarktet werden, sofern die Weine den spezifischen Charakter der jeweiligen Lage widerspiegeln.

## Sortenspiegel
Im Guijoso werden die Sorten Cabernet Sauvignon, Chardonnay, Sauvignon Blanc, Merlot, Syrah und Tempranillo angebaut. Die Weinberge des Guijoso sind eine Monopollage des Weingutes Bodegas y Viñedos Sánchez Muliterno, das auf eine Höhe von 1.000 m NHN liegt.